# Svedberg (cráter)
Svedberg es un cráter de impacto ubicado en el cara visible de la Luna, ubicado cerca del Polo Sur lunar. Se encuentra al noreste de Scott, adyacente a von Baeyer y al sur del prominente cráter Demonax.
|  |

El cráter Svedberg tiene forma poligonal, y su contorno presenta un borde claramente definido. El fondo del cuenco del cráter se halla en la sombra permanentemente debido a su proximidad al Polo Sur.
Debe su nombre al químico sueco Theodor Svedberg (1884—1971), conmemorado por la UAI en 2009.

## Referencias

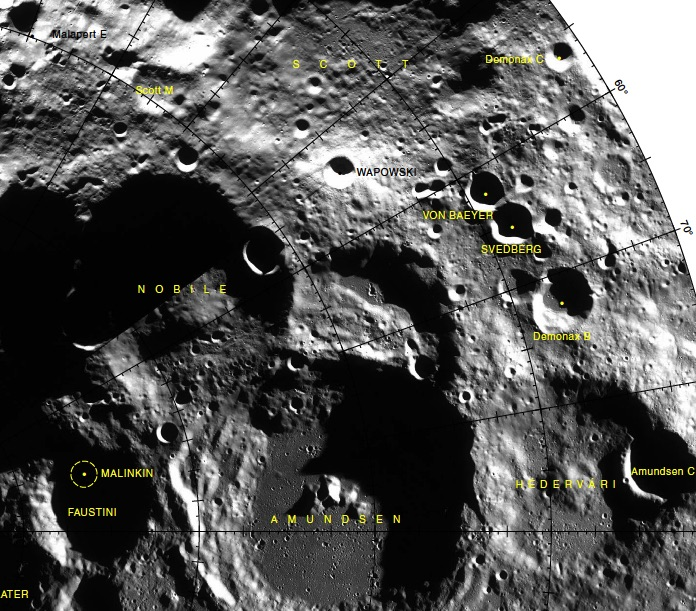
Plano lunar LAC-144